# João Alfredo Rohr
João Alfredo Rohr (Arroio do Meio, 18 de junho de 1908 – Florianópolis, 21 de julho de 1984) foi um jesuíta, professor e arqueólogo brasileiro. Criador do Museu do Homem do Sambaqui. Pela extensão de seu trabalho é conhecido como o “maior escavador brasileiro” e “pai da arqueologia catarinense".

## Juventude
Padre Rohr, como ficou conhecido, nasceu em 1908 em Arroio do Meio, no Vale do Rio Taquari, à beira da Serra Gaúcha, numa comunidade formada por descendentes de alemães luteranos e católicos. Em 1920, com apenas doze anos, ingressou no seminário dos jesuítas em Pareci Novo (RS).   No seminário, Rohr realizou seus estudos ginasiais, tendo como professores e orientadores padres e irmãos jesuítas em sua maioria provenientes da Alemanha. Admitido como noviço, Rohr lecionou filosofia clássica durante três anos em São Leopoldo, no Seminário Provincial de Nossa Senhora da Conceição, que, administrado pelos jesuítas, formava candidatos ao sacerdócio pertencentes a diversas congregações religiosas e dioceses do sul do Brasil. De 1933 a 1936, deu aulas ao nível ginasial, neste mesmo seminário, de aritmética, italiano e história natural. É desta época sua primeira experiência como administrador de um museu de colégio jesuítico, espaço de ensino-aprendizagem de ciências hoje quase extinto, que combinava gabinetes e laboratórios de física, química, astronomia e história natural. De 1930 a 1936, Rohr escreveu oito pequenos artigos sobre temas de História Natural que publicou na revista do Colégio Anchieta de Porto Alegre. De 1937 a 1940, Rohr fez seus estudos teológicos; em 1939 foi ordenado sacerdote.

## Colégio Catarinense
Aos 33 anos, Rohr foi enviado para trabalhar no Colégio Catarinense, em Florianópolis, administrado pelos padres jesuítas e fundado em 1905. De 1942 a 1964, lecionou física, química e ciências naturais, e, em decorrência de suas atividades pedagógicas, assumiu e começou a ampliar o museu já existente no Colégio. De 1946 a 1953, foi reitor da comunidade dos jesuítas de Florianópolis, diretor do Catarinense e presidente do Sindicato de Estabelecimentos de Ensino Primário e Secundário de Santa Catarina. Neste período empreendeu obras de ampliação e reforma do Colégio e construiu uma casa de retiros. 

## A Pedra do Santinho
Talvez, seu trabalho mais polêmico e que causa controvérsias até hoje. Em 1944, quando de seus estudos dos petróglifos da Ilha de Santa Catarina, descobriu que uma colônia de pescadores, lá pelos cantos do Morro das Aranhas, estava cultuando uma pedra com uma imagem que o povo associou a de um santo e ficou conhecida como “Santinho”. No local, o povo fazia romaria e colocava velas no seu “altar”, de frente para o mar. Ele e sua equipe removeram a pedra do lugar e a trouxeram para o museu do Colégio Catarinense. A remoção gerou grande revolta na comunidade local e, posteriormente, opiniões divergentes entre os arqueólogos. Meses depois da sua retirada, a pedra misteriosamente sumiu.  Na época, o sumiço do Santinho levou centenas de pessoas a uma passeata em frente ao Colégio. Moradores da praia dos Ingleses percorreram mais de 35 quilômetros para exigir explicação dos governos municipal, estadual e também da administração da escola. Naquele ano a pesca foi ruim e os devotos do Santinho atribuíram a culpa a ele.
Outro petróglifo retirado da Praia do Pântano do Sul, sul da Ilha de Santa Catarina, permanece até os dias atuais no Museu do Homem do Sambaqui junto ao Colégio Catarinense nesta outra pedra há a figura que lembra uma máscara.

## Escavações
Em 1948, Rohr apresentou no Primeiro Congresso de História Catarinense, realizado em Florianópolis, um longo trabalho de título “Contribuição para a etnologia indígena do Estado de Santa Catarina”, cuja maior parte (102 páginas) é a relação do material etnológico pré-colombiano até então recolhido ao museu do colégio sob sua direção. Em 1954, criou um setor de etnologia indígena no museu do Catarinense, com as peças descritas em sua Contribuição e material recolhido entre os índios Xokleng (Botocudos). Em 1956, Rohr participou da criação do Instituto Anchietano de Pesquisas (IAP). Em 1958, Rohr realizou seu primeiro estudo arqueológico in situ: uma escavação de 200 m² em um sítio junto à Base Aérea de Florianópolis. Neste local chamado de Caicanga-Mirim, recolheu em uma tensa operação de salvamento cinqüenta e quatro esqueletos humanos de índios, aparentados aos Xokleng, que haviam vivido ali no século XII d. C. 
Pe. Rohr foi o arqueólogo responsável pelo maior número de escavações no Brasil até os nossos dias, e talvez o mais notável dos personagens que já se envolveram na preservação do patrimônio arqueológico do estado de Santa Catarina  Formou-se como autodidata e começou seu trabalho de pesquisa usando recursos da comunidade onde vivia, o Colégio Catarinense. Em meados da década de 1960, por intervenção de Castro Faria (1962), começou a receber uma verba do SPHAN para que localizasse, descrevesse e ajudasse a preservar os sítios arqueológicos de Santa Catarina.  Mais tarde veio a receber uma bolsa de pesquisador e alguns recursos auxiliares do Conselho Nacional de Pesquisas (CNPq).
Pe. Alfredo Rohr levantou mais de 400 sítios em Santa Catarina,através de minucioso trabalho de campo, promovendo uma verdadeira “varredura” de determinadas regiões, localizando e identificando sistematicamente os sítios.  
João Alfredo Rohr registrou grande parte dos sítio arqueológicos em Santa Catarina e o mesmo utilizava técnicas que somente anos mais tarde foram descritas, conceituadas e consagradas por grandes arqueólogos.

## Museu do Homem do Sambaqui
Como primeira ação para criação do museu, adquiriu por compra devidamente referendada por autoridade nacional, a coleção que Carlos Behrenheuser, um rico negociante de Florianópolis, havia reunido trocando retalhos de tecido por peças arqueológicas encontradas por sitiantes em diversos lugares da Ilha. A coleção contém aproximadamente oito mil objetos dos sambaquis, inclusive bonitas esculturas animais em pedra (zoolitos), mas também uns 80.000 fragmentos e algumas vasilhas de cerâmica Guarani. O museu que, em 1963 se chamou "do Homem Americano", em 1964, "do  Homem  do  Sambaqui", por ocasião  de  sua  reinauguração recebeu  o acréscimo  "Padre  João  Alfredo  Rohr,  S.J.". Ele mantém, parcialmente, as características de sua fundação e crescimento, compondo-se, hoje, de um setor de arqueologia, no qual estão expostos objetos das pesquisas;  de material  etnográfico  dos  Botocudos;  de  animais  empalhados,  conchas  e fósseis; de uma amostra mineralógica; de uma coleção de moedas;  e de um pequeno conjunto de vestes e objetos religiosos em uso até a década de 1960. Anteriormente, ainda, havia um considerável  setor  histórico que não é mais apresentado.

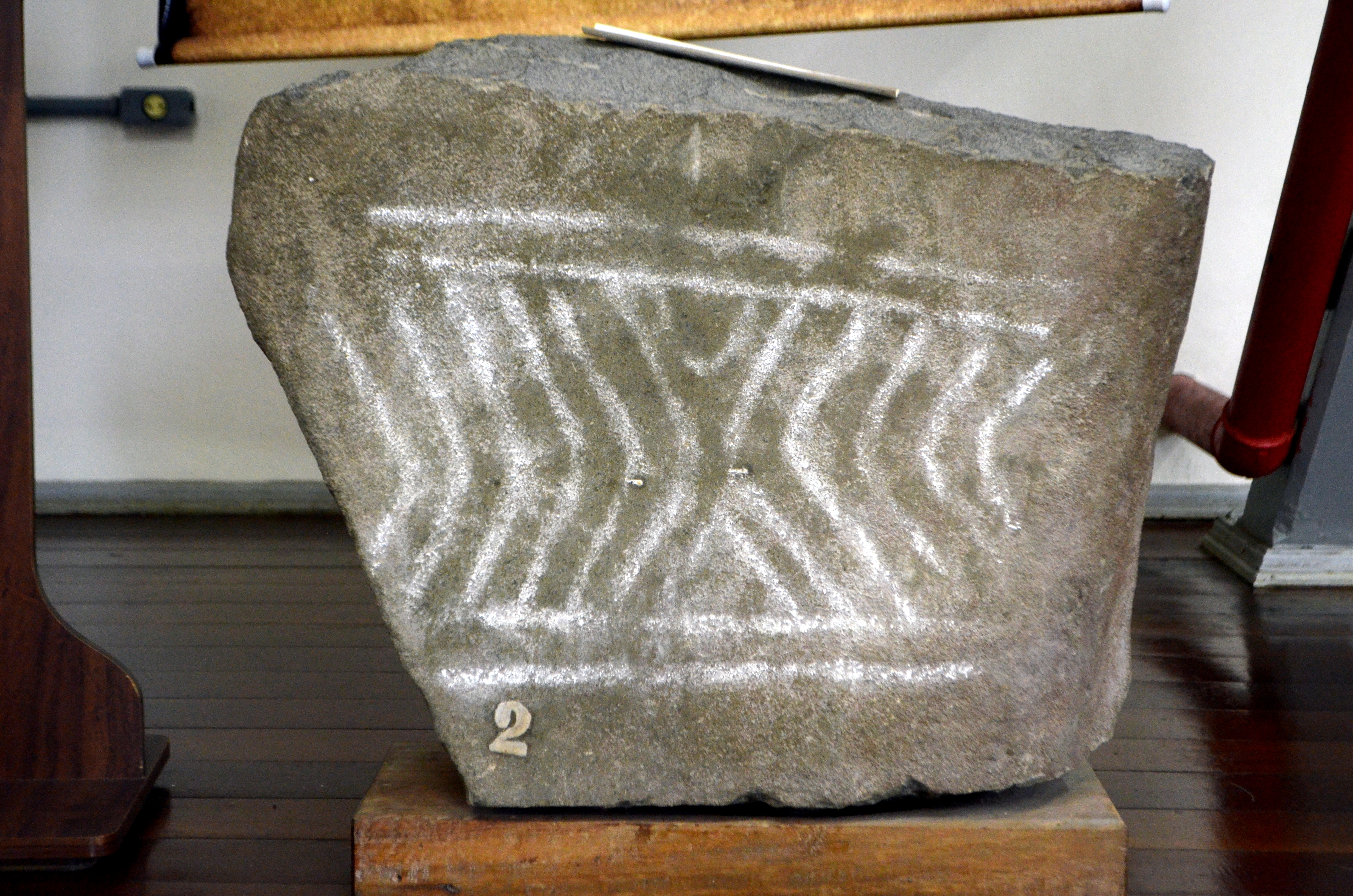
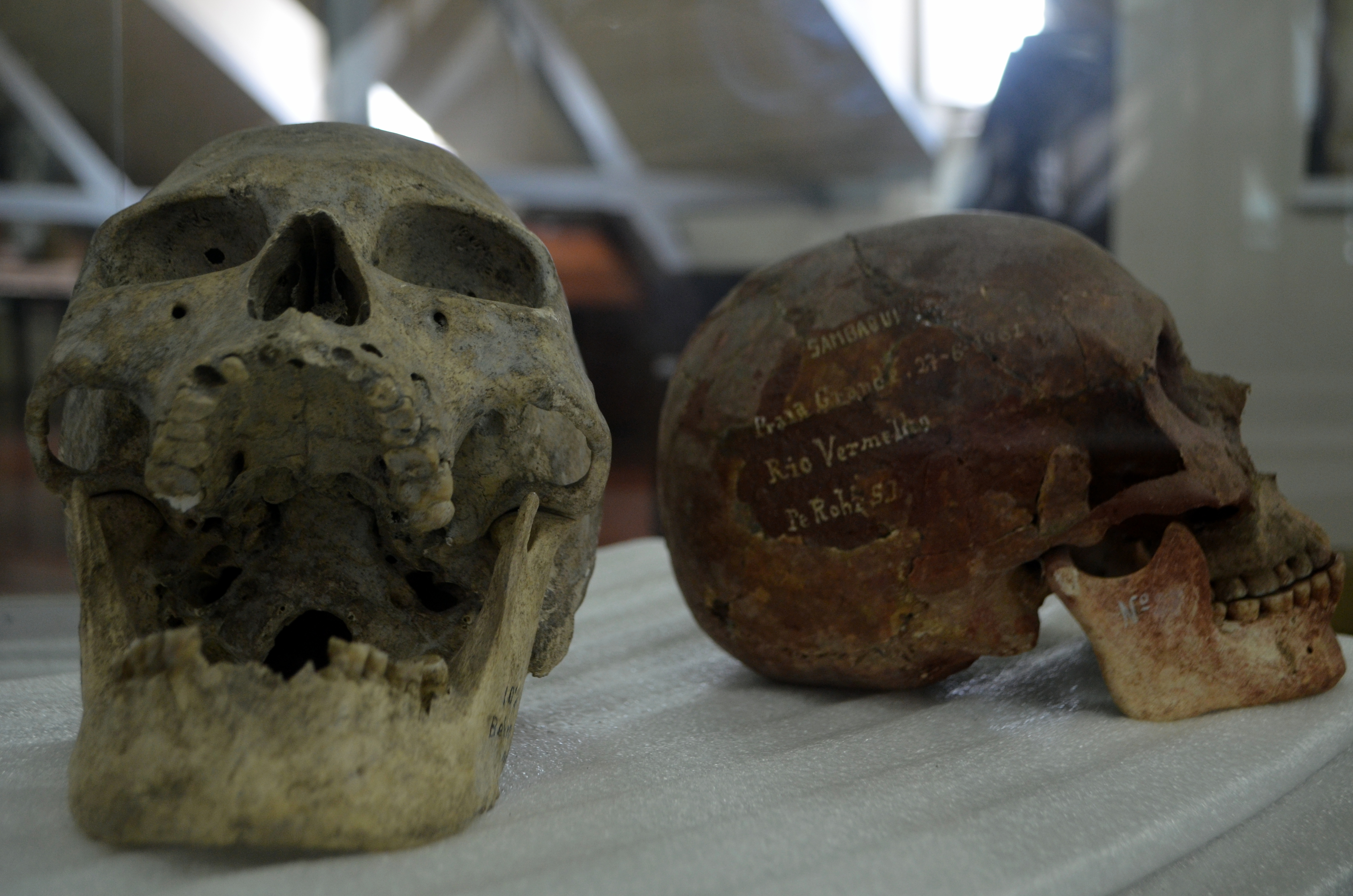
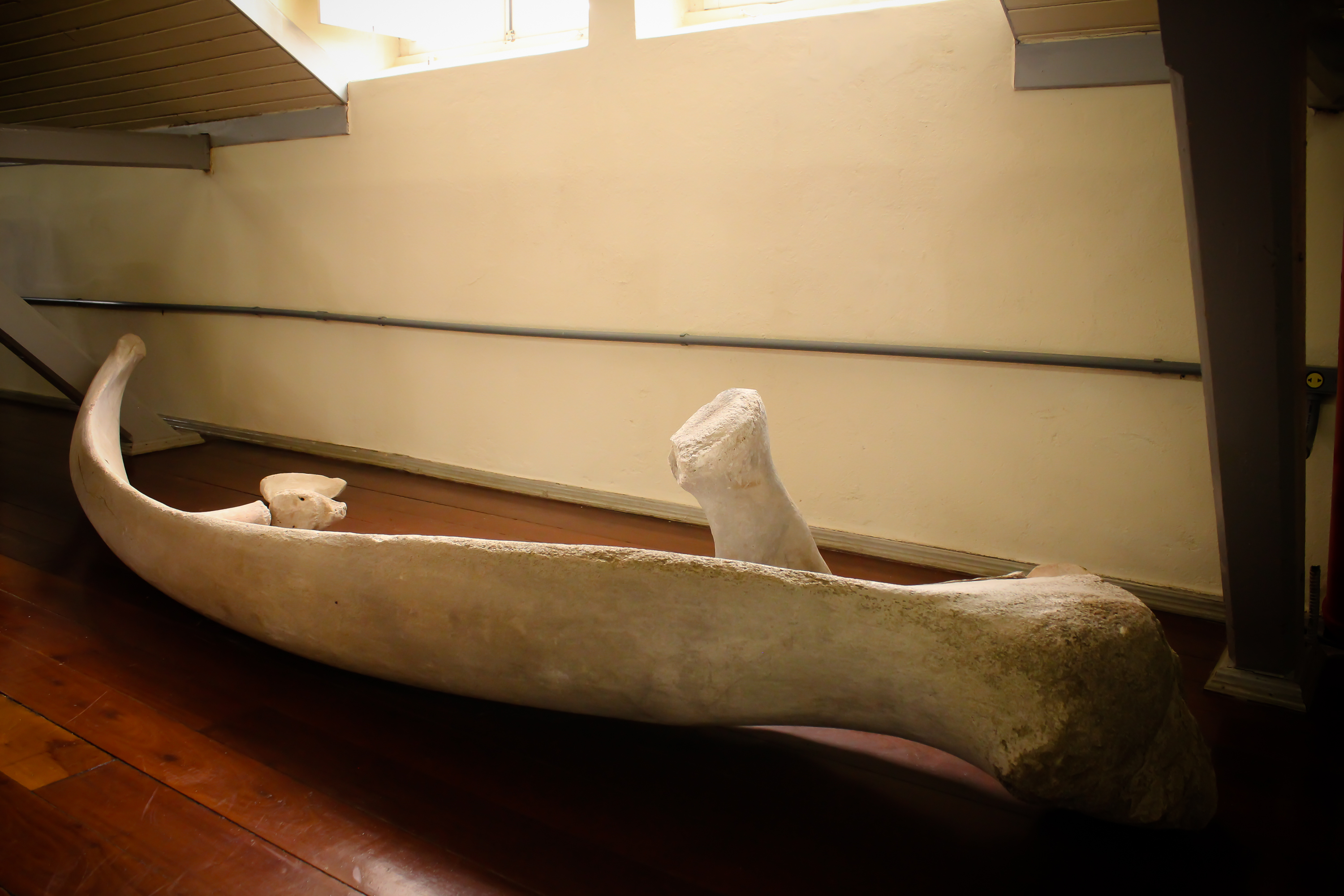
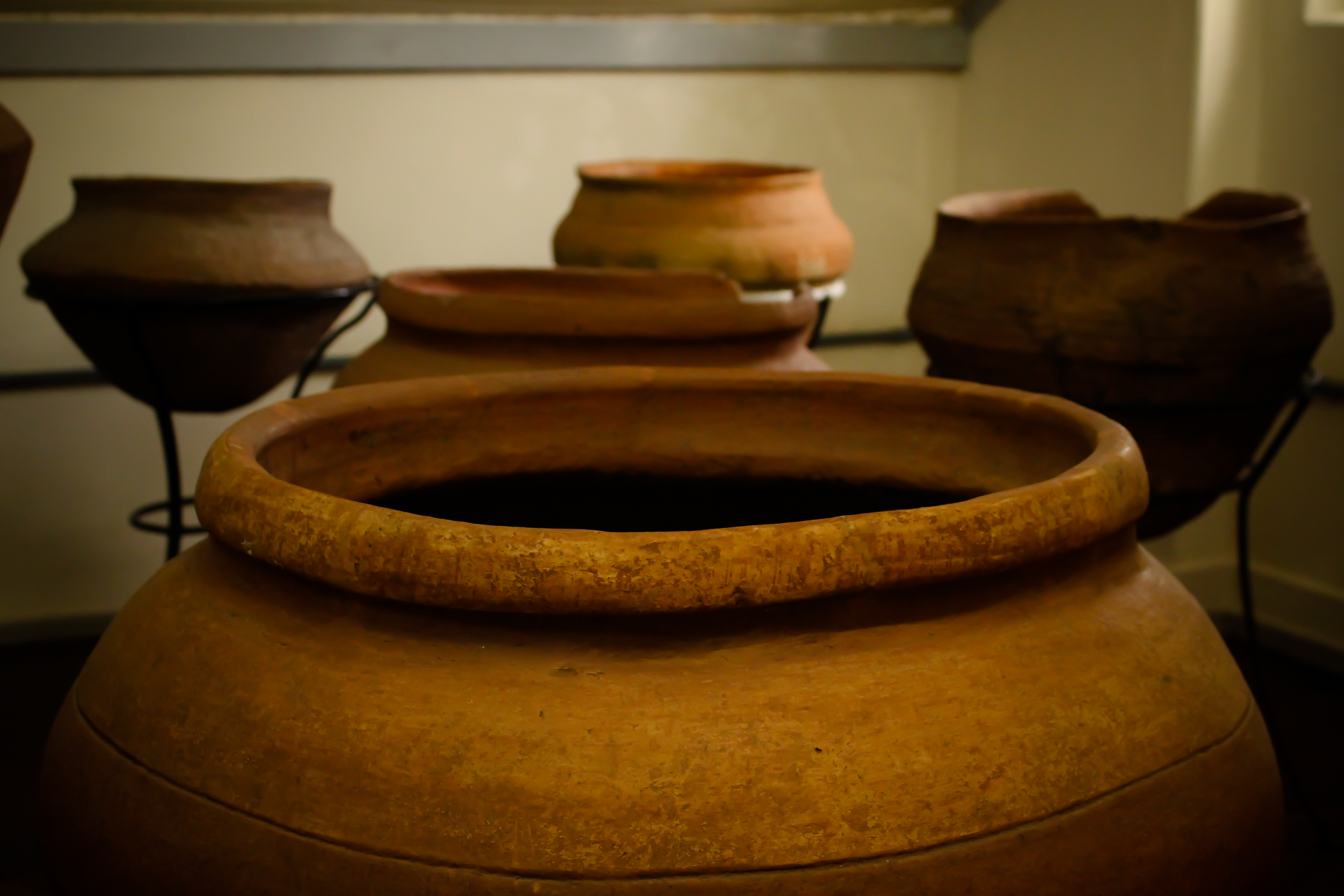
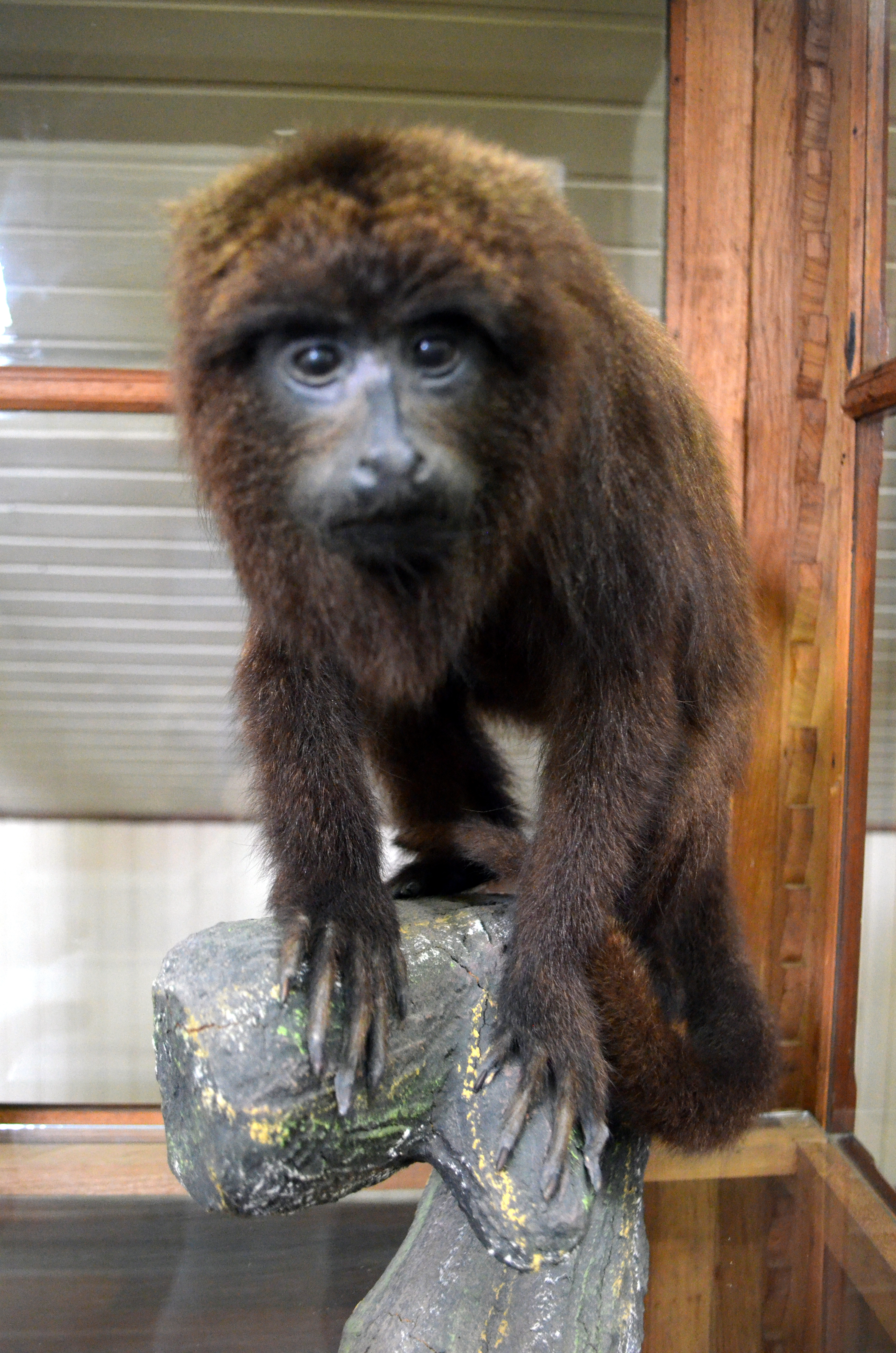

## Últimos anos
Até o final de sua vida fez escavações por todo estado de Santa Catarina. Levava vida retraída, não escutando rádio, nem assistindo sessões cinematográficas ou musicais, tampouco se perdia em longas conversações, ganhando, assim, tempo para o estudo e o recolhimento. Morreu em Florianópolis em 21 de julho de 1984.